# Ecleora solieraria
Ecleora solieraria là một loài bướm đêm trong họ Geometridae.